# François Roche (professeur)
Pour les articles homonymes, voir François Roche.
François Roche (né le 30 septembre 1949 à Creutzwald, en Moselle et mort le 16 août 2009 à Lyon), est un universitaire français, qui fut spécialiste d’iconographie classique grecque, étrusque et romaine. Assumant à partir du début des années 1980 de nombreuses fonctions administratives dans le domaine culturel, il a notamment été directeur de l’Institut français de Florence de 1997 à 2001.

## Biographie
François Roche obtient l'agrégation de lettres classiques en 1971 et commence sa carrière dans l'enseignement. Professeur agrégé de lettres classiques au lycée du Creusot au milieu des années 1970, il poursuit cette activité jusqu'en 1978.
Il quitte l'enseignement pour exercer diverses fonctions dans le domaine culturel. C'est ainsi qu'il devient, de 1978 è 1981, directeur de la scène nationale du Creusot, L'Arc (centre d’action culturelle).
En 1981, détaché auprès du ministère des Affaires étrangères, il entame une carrière dans le réseau culturel français à l'étranger et part diriger l’Institut franco-japonais de Tokyo jusqu'en 1984.
À partir de 1984, directeur-adjoint chargé des centres culturels à l'étranger à la direction générale de la recherche scientifique, culturelle et technique, puis conseiller technique au Secrétariat général du gouvernement (Service d’information du Premier Ministre), 
À partir de 1990, il est le directeur du centre culturel de rencontre de la Saline royale d'Arc-et-Senans.
En 1994, directeur-adjoint de la Coopération culturelle et scientifique, au ministère des Affaires étrangères.
Enseignant comme professeur associé pendant 9 ans, de 1996 à 2005, à l'université de Lyon II, il crée et anime, dans le cadre de l'Institut d'études politiques, un DESS (DRECI Droit des relations culturelles internationales  devenu par la suite le master SECI Stratégie des échanges culturels internationaux).
Le 1er juin 1997, il devient directeur de l'Institut français de Florence, poste qu'il occupe jusqu'au 28 février 2001.
Du 1er mars 2001 au 18 février 2004, il est secrétaire général du Collège européen de coopération culturelle, chargé de la mise en place des programmes de préfiguration de l'European Institute of Cultural Law.
À partir de 2001, il est chargé du cours de « géopolitique de la culture », dans le cadre du DESS Coopération artistique internationale, à l'université Paris VIII.
À partir de 2004, il est nommé directeur artistique  du centre culturel de rencontre, Le Grand Jardin (CCR de Joinville) dans la Haute-Marne, poste qu'il occupe jusqu'en février 2007.
À partir de 2007, François Roche est nommé au Conseil général de l'Ain, directeur général adjoint des services du département de l'Ain, chargé, notamment, de l’enseignement, de la culture et du sport.
François Roche meurt le 16 août 2009, des suites d'une longue maladie, à l'approche de son soixantième anniversaire.

## Publications
François Roche est l'auteur de plusieurs ouvrages ou articles sur la politique culturelle française à l'étranger, sur l'exception culturelle, etc.
- Les Francos de la Nouvelle-Angleterre : anthologie franco-américaine, XIXe et XXe siècles, ed. Langues, cultures et communication, 1981.
- L'Image culturelle de la France, Institut de recherche sur l'économie culturelle internationale ; sous la dir. de F. Roche, 1989
- Les Collectivités territoriales françaises et leurs relations culturelles internationales : quelques repères, Afaa, 1993
- Pratiques des échanges culturels internationaux. Les collectivités territoriales : bilans, recherches, perspectives, Paul Alliès, Emmanuel Négrier, François Roche, Afaa, 1995
- Histoires de diplomatie culturelle des origines à 1995, Ministère des affaires étrangères, ADPF ; [réd.] par François Roche et Bernard Pigniau, 1995
- La Crise des institutions nationales d'échange culturels en Europe, L’Harmattan, 1998
- Florence côté jardin, Actes Sud, 2001  (ISBN 2-742-73283-7)
- « Les Professionnels français du secteur culturel face à l'O.M.C, quelques éléments de réflexion pour une analyse sociopolitique » in L'Organisation mondiale du commerce : vers un droit mondial du commerce ?, Ed. Bruylant, Bruxelles, 2002.
- La Culture dans les relations internationales (dir.), École française de Rome, MEFRIM 1-2002, Ed. de Boccard, Paris, 2003
- Rome côté jardin. Actes Sud, 2003  (ISBN 2-742-74368-5)
- Géopolitique de la culture - Espaces d'identité, projections, L’Harmattan, 2007

## Sources
1. ↑  État civil sur le fichier des personnes décédées en France depuis 1970

- Notice biographique de l'Université de Lyon II
- Notice de l'Institut français de Florence